# 吉沢五郎
吉澤 五郎（よしざわ ごろう、1937年 - ）は、日本の比較文明学者、聖心女子大学名誉教授。

## 経歴
新潟県生まれ。1965年早稲田大学大学院文学研究科特別研究課程修了。聖心女子大学講師、助教授、教授、同キリスト教文化研究所室長、2008年定年退任、名誉教授。放送大学・麗澤大学客員教授、比較文明学会会長。

## 著書
- トインビー 清水書院 1982.2 (Century books
- 世界史の回廊 比較文明の視点 世界思想社 1999.8
- 旅の比較文明学 地中海巡礼の風光 世界思想社 2007.10

## 共著
- 比較文明論の試み 堤彪共編 論創社 1981.4
- 人間と文明のゆくえ トインビー生誕100年記念論集 川窪啓資共編 日本評論社 1989.4
- 文明の転換と東アジア トインビー生誕100年アジア国際フォーラム 川窪啓資共編 藤原書店 1992.9
- 比較文明の社会学 新しい知の枠組 米山俊直共編著 放送大学 1997.3
- 比較文明における歴史と地域 米山俊直共編 朝倉書店 1999.10 (講座比較文明
- 文明間の対話に向けて 共生の比較文明学 伊東俊太郎監修 染谷臣道共編 世界思想社 2003.12
- 聖心女子大学キリスト教文化研究所五十年の歩み 遠藤徹共編 聖心女子大学キリスト教文化研究所 2007.5

## 翻訳
- 地球文明への視座 トインビー現代論集 アーノルド・トインビー 秀村欣二共編 経済往来社 1983.10